# 日本エネルギー学会
一般社団法人日本エネルギー学会（にほんエネルギーがっかい、英文名 The Japan Institute of Energy、略称JlE）は、産・官・学等の連携のもと、エネルギーに関する科学・技術の進歩発展を図ることを目的とする学会。1921年（大正10年）燃料懇話会として設立、1991年現名称に改称した一般社団法人。
主たる事務所を東京都千代田区外神田6-16-9 外神田千代田ビル4階に置いている。

## 事業
- エネルギーに関する調査・研究、規格統一の推進、研究発表・講演会・講習会等の開催、会誌・図書の刊行、日本国内外の関係機関等との連絡・協力など[1]

## 学会誌
- 『日本エネルギー学会誌 Journal of the Japan Institute of Energy』[2]